# Карой Гюттлер
Карой Гюттлер (угор. Károly Güttler, 15 червня 1968) — угорський плавець.
Призер Олімпійських Ігор 1988, 1996 років, учасник 1992, 2000 років.
Призер Чемпіонату світу з водних видів спорту 1994 року.
Чемпіон Європи з водних видів спорту 1993 року, призер 1995, 1997, 1999, 2002 років.